# Tadeusz Błachno
Tadeusz Błachno (ur. 11 marca 1953 w Skale) – polski piłkarz grający na pozycji pomocnika.
Karierę zaczynał w rodzinnej miejscowości. Jako nastolatek wyjechał do Krakowa, gdzie trenował m.in. w Hutniku. W sezonie 1972/1973 był zawodnikiem warszawskiej Legii, ale w barwach tego zespołu rozegrał tylko jeden ligowy mecz i po zakończeniu sezonu odszedł do Widzewa. Rok później zaliczył ponowny epizod w Hutniku Kraków, by w 1975 na stałe trafić do Widzewa. Od 1980 do 1983 był piłkarzem Cracovii, potem wyjechał za granicę, grając w Belgii. Uchodził za zawodnika niezwykle walecznego. W latach 90. w wypadku tramwajowym stracił nogę. Mieszka w Skale.

## Reprezentacja Polski
W reprezentacji Polski zagrał 2 razy. Debiutował 30 sierpnia 1978 w meczu z Finlandią, ostatni raz w reprezentacyjnej koszulce wybiegł na boisko kilka dni później.
| l.p. | Data             | Miejsce   | Przeciwnik | Rezultat | Rozgrywki       | Grał | Uwagi |
| ---- | ---------------- | --------- | ---------- | -------- | --------------- | ---- | ----- |
| 1.   | 30 sierpnia 1978 | Helsinki  | Finlandia  | 1-0      | towarzyski      | 90'  |       |
| 2.   | 6 września 1978  | Reykjavík | Islandia   | 2-0      | elim. Euro 1980 | 90'  |       |